# Great Portland Street (London Underground)

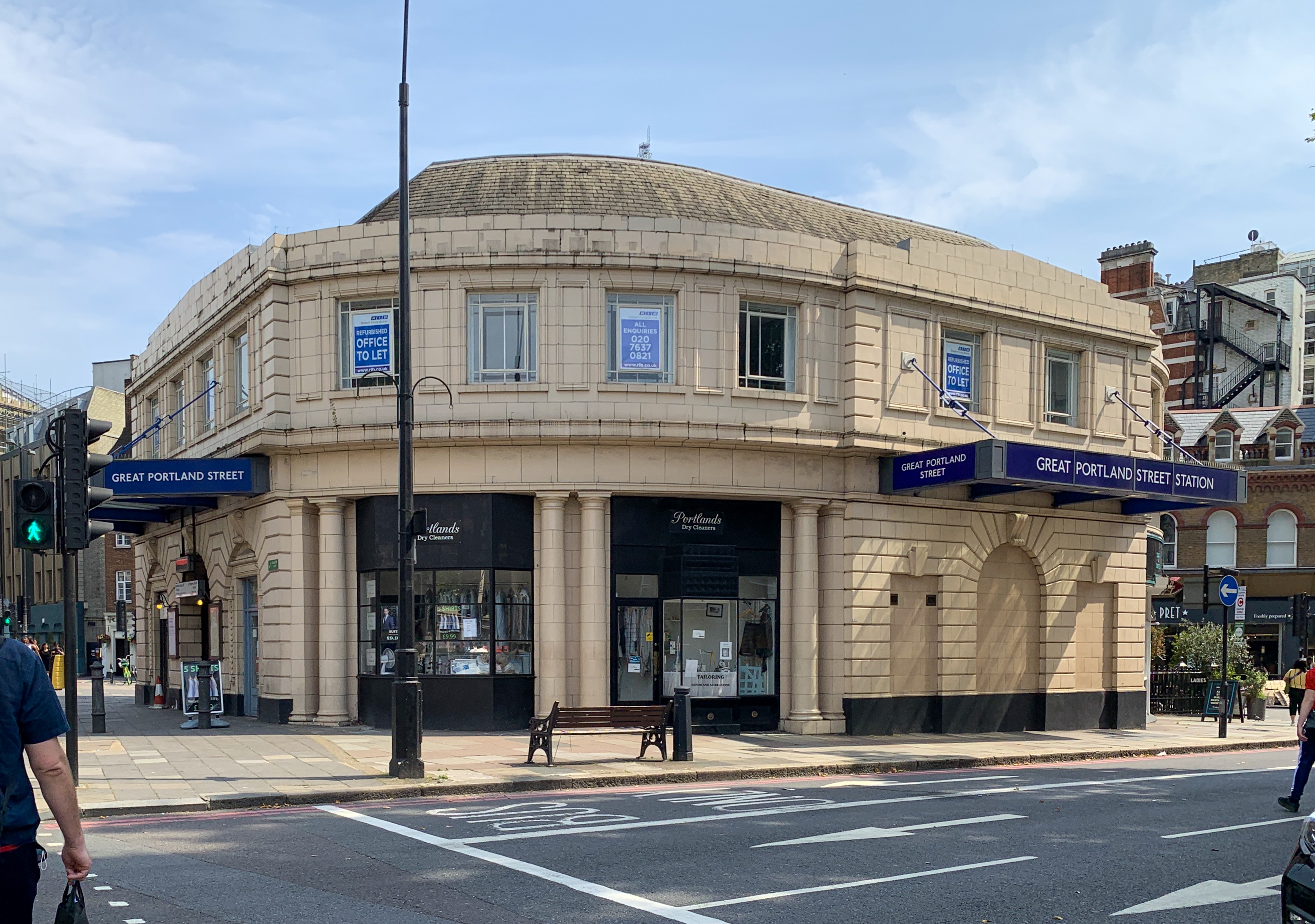
Stationsgebäude

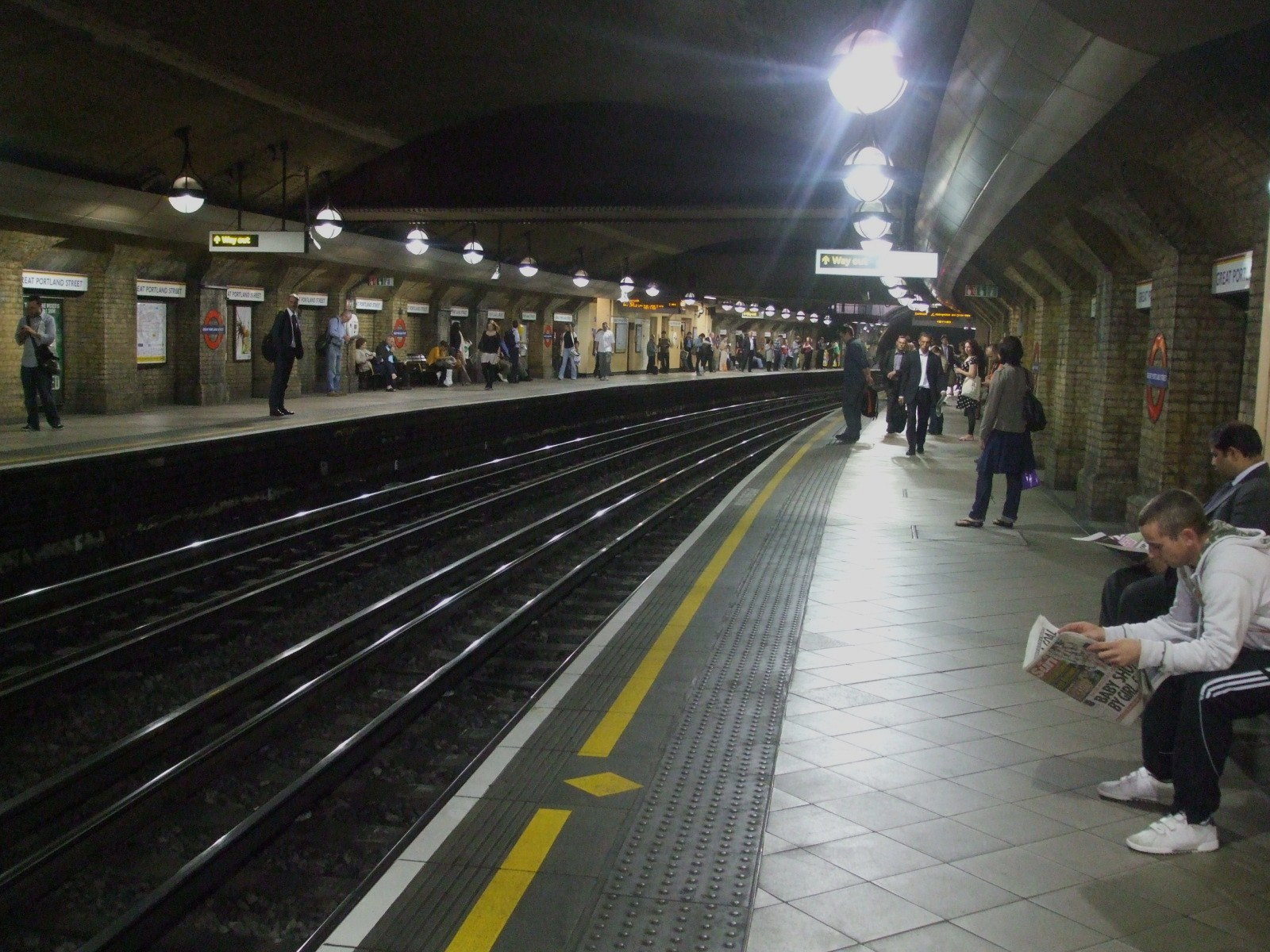
Bahnsteig nach Westen schauend

Great Portland Street ist eine unterirdische Station der London Underground im Stadtbezirk City of Westminster. Sie liegt in der Travelcard-Tarifzone 1, an der Kreuzung von Euston Road und Great Portland Street. Hier halten Züge der Circle Line, der Hammersmith & City Line und der Metropolitan Line. Im Jahr 2014 nutzten 8,43 Millionen Fahrgäste die Station. Etwa 200 Meter weiter westlich befindet sich die Station Regent’s Park der Bakerloo Line, doch es besteht keine direkte Verbindung dorthin.
Die Station ist Bestandteil der ältesten U-Bahn-Strecke der Welt zwischen Paddington und Farringdon. Sie wurde am 10. Januar 1863 durch die Metropolitan Railway (Vorgängergesellschaft der Metropolitan Line) eröffnet. Während einigen Jahrzehnten hieß sie zunächst Portland Road und erhielt am 1. März 1917 ihre heutige Bezeichnung Great Portland Street.
Sehenswürdigkeiten in der Nähe sind der Regent’s Park und der BT Tower, einst das höchste Gebäude Londons.